# Vùng hoạt
Vùng hoạt của lò phản ứng hạt nhân hay chính là tâm lò phản ứng là nơi diễn ra phản ứng phân hạch dây chuyền có kiểm soát của hạt nhân urani hay plutoni. Phản ứng phân hạch dây chuyền sinh ra năng lượng thông qua các dòng gamma và neutron, phân rã beta và động năng của các hạt nhân con.
Thành phần của vùng hoạt bao gồm:
- Nhiên liêu hạt nhân (đây là các đồng vị hạt nhân nặng có thể phân hạch như: 233U, 235U, 239Pu,...);
- Chất làm chậm (trong các lò phản ứng dùng neutron nhiệt);
- Chất tải nhiệt có nhiệm vụ truyền tải nhiệt lượng sinh ra từ phản ứng phân hạch ra khỏi tâm lò;
- Các hệ thống điều khiển và bảo vệ lò phản ứng.

Phụ thuộc vào cấu trúc bố trí các thành phần, lò phản ứng hạt nhân có thể chia thành đồng thể và dị thể. Trong lò phản ứng đồng thể nhiên liệu hạt nhân, chất làm chậm và chất tải nhiệt được trộn lẫn thành 1 hỗn hợp đồng nhất. Còn trong lò phản ứng dị thể nhiên liệu hạt nhân, chất làm chậm và chất tải nhiệt hoàn toàn được phân tách riêng biệt.

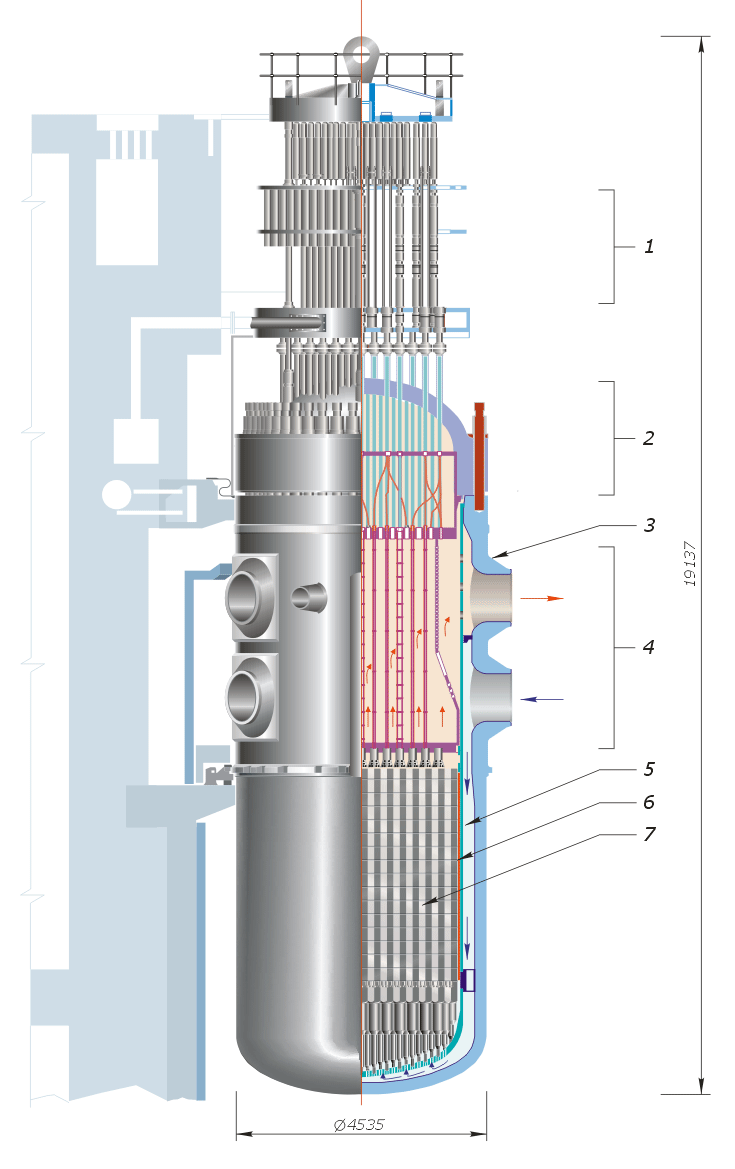
Lò phản ứng nước nhẹ áp lực PWR

Chất làm chậm sử dụng rộng rãi trong lò phản ứng gồm:
- Nước nhẹ hay nước thường;
- Nước nặng;
- Than chì;
- Be;
- Các chất lỏng hữu cơ.

Chất tải nhiệt thường được sử dụng gồm:
- Nước nhẹ;
- Hơi nước;
- Nước nặng;
- Các chất lỏng hữu cơ;
- He;
- CO2;
- Kim loại lỏng (Na, Pb,...);
- Các muối nóng chảy.

.
Xung quanh bề mặt ngoài của vùng hoạt được bao bọc bởi chất phản xạ neutron nhằm mục đích giảm thiểu sự mất mát neutron khỏi tâm lò phản ứng hạt nhân và tăng hiệu suất sử dụng nhiên liệu hạt nhân. Chất phản xạ neutron có cùng tính chất với chất làm chậm, chính vì vậy mà người ta thường sử dụng chính chất làm chậm để bao phủ vùng hoạt.
Theo lý thuyết, hình dạng lý tưởng nhất của vùng hoạt chính là khối cầu, bởi vì cùng 1 thể tích, khối cầu có diện tích xung quanh nhỏ nhất. Thế nhưng để thuận tiện trong việc điều khiển và kiểm soát phản ứng dây chuyền, người ta thường thiết kế vùng hoạt có dạng hình trụ hoặc có dạng gần giống với hình trụ.